# Mathilda quadricarinata
Mathilda quadricarinata är en snäckart som först beskrevs av Brocchi 1814.  Mathilda quadricarinata ingår i släktet Mathilda och familjen Mathildidae. Inga underarter finns listade i Catalogue of Life.